# Indexicalitat
La indexicalitat és una de les nocions centrals de l'etnometodologia. Segons aquesta, la vida social es construeix a través del llenguatge, i al mateix temps, el sentit de les paraules prové del context en què s'emeten.
| « | Les expressions indèxiques són expressions tals com "això", "aquí", "jo," la gent ", etc .., que adquireixen sentit a partir del context en què s'enuncien. El fenomen de les expressions indèxiques ens permet observar que una paraula pot tenir significat transituacional però té també un significat diferent en tota situació particular en què s'utilitzi, i exigeix del receptor que "vagi més enllà de la informació que se li dona. | » |

La indexicalitat abasta tant la utilització de la situació per a crear la independència del context com els elements concrets d'un temps i lloc per a donar el significat. El llenguatge i totes les formes simbòliques (enunciats, gestos, regles, etc.) seran incompletes excepte en el moment de produir-se.
Per a Charles Sanders Peirce, la indexicalitat és una de les tres modalitats del signe, i és un fenomen molt més extens que el llenguatge, que independentment de la interpretació apunta a alguna cosa -com el fum (un indicador del foc) o un dit que assenyala- que és un d'indicador per a la interpretació.
Des del punt de vista jurídic, el concepte d'indexicalitat i tot el que comporta, és molt important, ja que podria fer-nos plantejar que la llei depèn del context temporal i històric en què ens trobem, i per tant, el delicte és una construcció social. Aquest fet suscita diverses reflexions, com ara, que l'aplicació i interpretació de la llei no serà igual mai, ja que aquesta dependrà d'un context únic. En segon lloc, la imparcialitat de la llei podria ser dubtosa, ja que la seua interpretació dependria del context.